# Douglas Lucia
Douglas John Lucia (ur. 17 marca 1963 w Plattsburgh) – amerykański duchowny katolicki, biskup Syracuse od 2019.

## Życiorys
Święcenia kapłańskie otrzymał 20 maja 1989 i został inkardynowany do diecezji Ogdensburg. Pracował głównie jako duszpasterz parafialny, był także m.in. sekretarzem biskupim, wicekanclerzem i kanclerzem kurii, wicewikariuszem i wikariuszem sądowym, oraz wikariuszem biskupim ds. kultu Bożego i formacji kapłańskiej.
4 czerwca 2019 papież Franciszek mianował go ordynariuszem diecezji Syracuse. Sakry udzielił mu 8 sierpnia 2019 kardynał Timothy Dolan. 